# Ramenskoe Juniors 2013
Das Ramenskoe Juniors 2013 als bedeutendstes internationales Nachwuchsturnier von Russland im Badminton fand vom 22. bis zum 25. August 2013 in Ramenskoje statt.

## Sieger und Platzierte
| Disziplin    | Gold                              | Silber                           | Bronze                                  |
| ------------ | --------------------------------- | -------------------------------- | --------------------------------------- |
| Herreneinzel | Rodion Alimov                     | Sergey Molodov                   | Andrey Dolotov                          |
| Herreneinzel | Rodion Alimov                     | Sergey Molodov                   | Alexandr Zinchenko                      |
| Dameneinzel  | Victoria Dergunova                | Anastasiya Dmytryshyn            | Darya Samarchants                       |
| Dameneinzel  | Victoria Dergunova                | Anastasiya Dmytryshyn            | Anastasia Ronzhina                      |
| Herrendoppel | Sergey Molodov Vladislav Soloviev | Artem Grajdankin Roman Timko     | Oleksandr Kolesnik Ruslan Sarsekenov    |
| Herrendoppel | Sergey Molodov Vladislav Soloviev | Artem Grajdankin Roman Timko     | Rodion Alimov Alexandr Kozyrev          |
| Damendoppel  | Victoria Dergunova Olga Morozova  | Anastasia Stogova Polina Voronko | Ekaterina Kut Daria Serebriakova        |
| Damendoppel  | Victoria Dergunova Olga Morozova  | Anastasia Stogova Polina Voronko | Anastasiya Dmytryshyn Darya Samarchants |
| Mixed        | Alexandr Zinchenko Olga Morozova  | Rodion Alimov Alina Davletova    | Dmitrii Riabov Vitaliya Chigintseva     |
| Mixed        | Alexandr Zinchenko Olga Morozova  | Rodion Alimov Alina Davletova    | Mikhail Smirnov Ekaterina Kut           |